# Charles Lyell (botánico)
Charles Lyell ( 1767 - 1849 ) fue un botánico, micólogo, briólogo escocés, padre del geólogo Charles Lyell.

## Honores
La Medalla Lyell, establecida en 1875 bajo la voluntad de Sir Charles Lyell, está fundida en bronce y se otorga anualmente.
Su vision
Lyell estableció que la Tierra se formó lentamente y a partir de las mismas fuerzas que se dan hoy en día (Principio del Uniformismo). Se produjeron procesos lentos pero constantes (Gradualismo). Lyell propone procesos alternos de extinción y creación.

### Epónimos
- (Asclepiadaceae) Blyttia lyellii Endl.
- (Rosaceae) Rosa lyelliiLindl.[1]

- La abreviatura «Lyell» se emplea para indicar a Charles Lyell como autoridad en la descripción y clasificación científica de los vegetales.[2]